# Friends with Kids
Friends with Kids är en amerikansk romantisk komedi från 2011 i regi och med manus av Jennifer Westfeldt. 
Handlingen kretsar kring de två sista singlarna i ett kompisgäng som ser sina vänners förhållande drastiskt förändras så snart de får barn. De tror sig därför ha lösningen; de ska också skaffa barn tillsammans, men som kompisar, samtidigt som de dejtar andra. Detta får dock stor inverkan på hela kompisgänget.

## Rollista
- Adam Scott – Jason
- Jennifer Westfeldt – Julie
- Kristen Wiig – Missy
- Jon Hamm – Ben
- Maya Rudolph – Leslie
- Chris O'Dowd – Alex
- Edward Burns – Kurt
- Megan Fox – Mary Jane